# Robert O. Dean
Robert Orel Dean (2 tháng 3 năm 1929 – 11 tháng 10 năm 2018) là một nhà UFO học người Mỹ quê ở Tucson, Arizona.
Dean rời Lục quân Mỹ về nghỉ hưu với quân hàm Thượng sĩ nhất cao cấp sau 28 năm phục vụ trong quân ngũ. Ông xuất hiện trên các chương trình phát thanh, phim tài liệu truyền hình và tại các hội nghị thảo luận về chủ đề UFO và một chính phủ che đậy các chuyến thăm của người ngoài hành tinh đến Trái Đất. Dean tuyên bố từng xem qua một tài liệu chính phủ được phân loại có tên "The Assessment" (Đánh giá) được cho là thảo luận về các mối đe dọa do hoạt động của người ngoài hành tinh trên Trái Đất và kết luận rằng không có mối đe dọa nào như vậy tồn tại. Dean cho biết ông coi mình là một nhà nghiên cứu UFO chuyên nghiệp và có được giấy phép khai thác "bí mật hàng đầu vũ trụ" khi còn trong quân đội. Năm 1992, khi đang làm điều phối viên dịch vụ khẩn cấp cho quận Pima, Arizona, Dean đã kiện chủ mình vì sự phân biệt đối xử, nói rằng ông bị đối xử bất công vì niềm tin vào UFO và vì tuổi già sức yếu, về sau ông cho biết là cả hai đã hòa giải với số tiền bồi thường 100.000 đô la.

## Tác phẩm
- Greatest Story Never Told (video), Margana Anagram Production, 1997 (author/host)
- UFO – Cosmic Top Secret (video), Visual Corporation Ltd, 1996, ASIN: B000057YNB (presenter)
- The UFO Anthology CD–ROM, Dreamland Interactive, 1998, ISBN 978-0-9669651-0-0 (host)
- Secrets from the Underground – Hybrid 101 Vol 6: Military Coverup & Hybrids, Alien Secrets, 2007, ASIN: B000TRILM8 (DVD interview with Robert O. Dean)